# La Chapelle-Saint-Aubert
La Chapelle-Saint-Aubert település Franciaországban, Ille-et-Vilaine megyében. Lakosainak száma 468 fő (2022. január 1.). La Chapelle-Saint-Aubert Billé, Romagné, Saint-Sauveur-des-Landes és Rives-du-Couesnon községekkel határos.

## Népesség
A település népességének változása:
| Lakosok száma | 399  | 377  | 387  | 399  | 426  | 425  | 439  | 452  | 455  | 468  |
|               | 1968 | 1982 | 1990 | 2006 | 2013 | 2015 | 2017 | 2019 | 2020 | 2022 |